# Mekar Sari (Merbau)
Mekar Sari is een bestuurslaag in het regentschap Kepulauan Meranti van de provincie Riau, Indonesië. Mekar Sari telt 1262 inwoners (volkstelling 2010).